# Edward Fenech Adami
Edward Fenech Adami (født 7. februar 1934 i Birkirkara) er en maltesisk politiker der tidligere har været Maltas præsident fra 4. april 2004 til 3. april 2009. Før det var han premierminister 1987-96 og 1998-2004.
Adami blev uddannet i økonomi, klassiske studier og jura ved Malta Universitet, og arbejdede som advokat fra 1959. Han er gift med Mary, og de har fem børn.

## Politisk virke
I løbet af sin premierministerperiode fra 1987-96 gennemførte Adami store reformer. Infrastrukturen fik en gennemgående overhaling, ligesom de juridiske og erhvervsmæssige strukturer. Handel blev liberaliseret, og telekommunikations-, bank- og finans-sektorerne blev dereguleret eller privatiseret. Malta søgte også om optagelse i det Europæiske Fællesskab den 16. juli 1990.
Mellem 1996 og 1998 var Adami leder af oppositionen indtil hans parti, det liberal-konservative Partit Nazzjonalista, igen opnåede magten i september 1998. Den foregående Labour-regering havde afbrudt landets ansøgning om optagelse i den Europæiske Union (EU), men den blev genoptaget, da Adami igen blev premierminister.
Forhandlingerne med EU blev afsluttet i december 2002 og bekræftet ved en folkeafstemning i marts 2003 og et efterfølgende parlamentsvalg i april samme år, som også lod Adamis parti bevare regeringsmagten. Få dage senere, den 16. april 2003, skrev Adami under på Maltas optagelse i EU, der blev effektueret ved den store EU-udvidelse 1. maj 2004.
Den 4. april 2004 overtog Adami præsidentposten efter sin partifælle Guido de Marco, denne beholdt han frem til 3. april 2009.

## Ekstern henvisning
- http://www.president.gov.mt/ Arkiveret 21. august 2006 hos  Wayback Machine – officiel hjemmeside